# ゴルフの達人シリーズ
ゴルフの達人シリーズ（ゴルフのたつじんシリーズ）はサンテレビジョンで放送されているゴルフバラエティー番組。兵庫県三木市にあるゴルフコース・マスターズゴルフ倶楽部を会場に元プロ野球選手が芸能人や一般視聴者のゴルフ愛好家とマッチプレーを対戦する番組で1990年代中盤ごろから数回シリーズで放送されている。
1990年代中盤はラジオパーソナリティー・川村龍一を始め、野球解説者・田尾安志、中田良弘らが出演。スタート当初は「ゴルフ・マスターず」という題名で放送され、この時は主として関西でタレント活動をしていた藤原紀香がアシスタントとして出演。会場となるマスターズゴルフ倶楽部のCMにも出演していた。
その後1999年ごろから司会に宮本和知を迎え、芸能界のゴルフ愛好家とのマッチプレーを展開する番組として放送され、一度終了するが2004年4月から「宮本和知の達人・メジャーゴルフ」が放送を開始。芸能人と宮本がチームを組み、女子プロゴルファーとのマッチプレーを対戦する方式となった。2005年7月以後は宮本は司会に専念し、女子プロゴルファー2人（レギュラーは藤井かすみ。もう1人ゲストが月替りで出演）のマッチプレーで行われるようになった。
さらに、2006年度4月からはタイトルを「対決!!メジャーゴルフ」に変更（時間枠、会場は変更なし。司会も引き続き宮本が担当）し、ゴルフ愛好家の各界著名人が毎月2名ずつ登場してマッチプレーを展開する体裁にリニューアルされ、さらに半年後の同10月からは新たに元木大介も司会者に加わり、「M・Mメジャーゴルフ」とタイトルを再変更。宮本・元木の両名にゲストを招いた2:2のマッチプレーになった（基本的にどちらか1名は女子プロゴルファーと、もう1名は芸能人・スポーツ解説者らゴルフ愛好家の著名人とペアを組んで試合をする）。
なおこの番組のスタッフで2003年9月-2004年3月にテレビ大阪で「ゴルフステップアップ-われら芸能ゴルフ組-」と題された番組が放送された。現在の「-メジャーゴルフ」は実質的には放送局を変えての続編ともいえる。